# Carlos Aguiar Retes
Carlos Aguiar Retes (Tepic, 9 gennaio 1950) è un cardinale e arcivescovo cattolico messicano, dal 7 dicembre 2017 arcivescovo metropolita di Città del Messico e primate del Messico.

## Biografia
Nato a Tepic il 9 gennaio 1950, secondo di sei figli.

### Formazione e ministero sacerdotale
Entra in seminario nel 1963.
Il 24 dicembre 1971 è ordinato diacono, mentre il 22 aprile 1973 presbitero, nella cattedrale di Tepic, dal vescovo Adolfo Antonio Suárez Rivera per la diocesi di Tepic.
Nel 1974 studia a Roma al Pontificio Collegio Pio Latinoamericano, dove ottiene una laurea in sacra scrittura al Pontificio Istituto Biblico. Nel 1978 diventa rettore del seminario diocesano di Tepic. Ottiene un dottorato in teologia biblica alla Pontificia Università Gregoriana nel 1991.

### Ministero episcopale e cardinalato

#### Vescovo di Texcoco
Il 28 maggio 1997 papa Giovanni Paolo II lo nomina vescovo di Texcoco; succede a Magin Camerino Torreblanca Reyes, dimessosi per raggiunti limiti di età. Il 29 agosto successivo riceve l'ordinazione episcopale dal cardinale Adolfo Antonio Suárez Rivera, co-consacranti i vescovi Magin Camerino Torreblanca Reyes e Alfonso Humberto Robles Cota.
Nel 2000 viene eletto segretario generale Consiglio episcopale latinoamericano, carica che ricopre fino al 2003 quando viene eletto primo vicepresidente. Dal 2004 al 2006 è anche segretario generale della Conferenza dell'episcopato messicano e dal 2006 al 2012 è presidente della stessa.

#### Arcivescovo di Tlalnepantla
Il 5 febbraio 2009 è nominato arcivescovo metropolita di Tlalnepantla da papa Benedetto XVI; succede a Ricardo Guizar Dias, dimessosi per raggiunti limiti di età. Dal 2011 al 2015 è presidente del CELAM.
Il 9 ottobre 2016 papa Francesco ne annuncia la creazione a cardinale nel concistoro del 19 novembre, dove viene creato cardinale presbitero dei Santi Fabiano e Venanzio a Villa Fiorelli. Il 14 gennaio 2017 è nominato membro della Pontificia commissione per l'America Latina, mentre l'11 giugno seguente prende possesso del titolo cardinalizio.

#### Arcivescovo di Città del Messico
Il 7 dicembre 2017 papa Francesco lo nomina arcivescovo metropolita di Città del Messico; succede al cardinale Norberto Rivera Carrera, dimessosi per raggiunti limiti di età. In quanto arcivescovo di Città del Messico è anche primate del Messico. Il 5 febbraio 2018 prende possesso dell'arcidiocesi. Il 29 settembre 2021 è stato nominato membro della Congregazione per l'educazione cattolica.
Oltre alla lingua spagnola, parla fluentemente anche l'inglese, l'italiano, il tedesco e il francese.
Il 7 e 8 maggio 2025 ha partecipato come cardinale elettore al conclave che ha portato all'elezione di papa Leone XIV.

## Genealogia episcopale e successione apostolica
La genealogia episcopale è:
- Cardinale Scipione Rebiba
- Cardinale Giulio Antonio Santori
- Cardinale Girolamo Bernerio, O.P.
- Arcivescovo Galeazzo Sanvitale
- Cardinale Ludovico Ludovisi
- Cardinale Luigi Caetani
- Cardinale Ulderico Carpegna
- Cardinale Paluzzo Paluzzi Altieri degli Albertoni
- Papa Benedetto XIII
- Papa Benedetto XIV
- Papa Clemente XIII
- Cardinale Marcantonio Colonna
- Cardinale Giacinto Sigismondo Gerdil, B.
- Cardinale Giulio Maria della Somaglia
- Cardinale Carlo Odescalchi, S.I.
- Vescovo Eugène de Mazenod, O.M.I.
- Cardinale Joseph Hippolyte Guibert, O.M.I.
- Cardinale François-Marie-Benjamin Richard
- Cardinale Pietro Gasparri
- Cardinale Clemente Micara
- Cardinale Antonio Samorè
- Arcivescovo Carlo Martini
- Cardinale Adolfo Antonio Suárez Rivera
- Cardinale Carlos Aguiar Retes

La successione apostolica è:
- Vescovo Luis Artemio Flores Calzada (2003)
- Vescovo Víctor René Rodríguez Gómez (2006)
- Vescovo Guillermo Francisco Escobar Galicia (2009)
- Vescovo Efraín Mendoza Cruz (2011)
- Vescovo Jorge Cuapio Bautista (2015)
- Vescovo Carlos Enrique Samaniego López (2019)
- Vescovo Luis Pérez Raygosa (2020)
- Vescovo Héctor Mario Pérez Villareal (2020)
- Vescovo Francisco Daniel Rivera Sánchez, M.Sp.S. (2020)
- Vescovo Andrés Luis García Jasso (2021)
- Vescovo Francisco Javier Acero Pérez, O.A.R. (2022)